# USS Refresh (AM-287)
USS Refresh (AM-287) trałowiec typu Admirable służący w United States Navy w czasie II wojny światowej. Służył na Pacyfiku. Przekazany nacjonalistycznym Chinom.
Stępkę okrętu położono 22 września 1943 w stoczni General Engineering & Dry Dock Co. w Alameda. Zwodowano go 12 kwietnia 1944, matką chrzestną była Muriel Maddox z San Francisco. Jednostka weszła do służby 10 kwietnia 1945, pierwszym dowódcą został Lt. W. Turner.
Brał udział w działaniach II wojny światowej. Przekazany Chinom w 1948, służył jako "Yung Chang " (AM 51).

## Odznaczenia
"Refresh" otrzymał 2 battle star za służbę w czasie II wojny światowej.